# Coleoxestia nigropicea
Coleoxestia nigropicea es una especie de escarabajo longicornio del género Coleoxestia, tribu Cerambycini, subfamilia Cerambycinae. Fue descrita científicamente por Bates en 1870.

## Descripción
Mide 23,5 milímetros de longitud.

## Distribución
Se distribuye por Brasil.